# Ilustración en Estados Unidos
Ilustración en Estados Unidos o américanos
 son expresiones que traducen la expresión inglesa American Enlightenment. La expresión española Ilustración americana está admitida por el DRAE para ese contexto, aunque no está recomendada, pues es equívoca con la Ilustración en la América española o en la América portuguesa.
En las décadas centrales del siglo XVIII (el "siglo de las luces"), el movimiento cultural de la Ilustración se difundió con rapidez desde Francia (Montesquieu, Voltaire, Rousseau, los enciclopedistas) hasta el mundo anglosajón (que de hecho la había precedido e influido notablemente con la revolución científica y política del siglo XVII: Newton, Locke, Berkeley -que residió en América- o Hume), y particularmente en las Trece Colonias de América del Norte, donde encontró unas élites suficientemente formadas, una opinión pública especialmente favorable y una prensa libre y dinámica. Los debates intelectuales tuvieron una clara influencia en el movimiento político y social de la revolución estadounidense (o "americana"), que llevó a la formación de unos Estados Unidos independientes (1776). Entre los ilustrados americanos estuvieron tanto personajes locales (Benjamin Franklin, Thomas Jefferson, John Adams o James Wilson) como británicos asentados en la nueva nación (Thomas Paine o Joseph Priestley). De hecho, la mayor parte de los llamados "padres fundadores" pueden considerarse a la vez políticos e intelectuales de tendencia ilustrada, que políticamente defendieron el concepto de contrato social, los derechos civiles y políticos y la tolerancia religiosa. Es característico de la ilustración estadounidense la conciliación entre razón y fe mediante una sensibilidad deísta, que rechazaba los dogmas y el misticismo y exigía una completa separación entre las iglesias y el Estado.

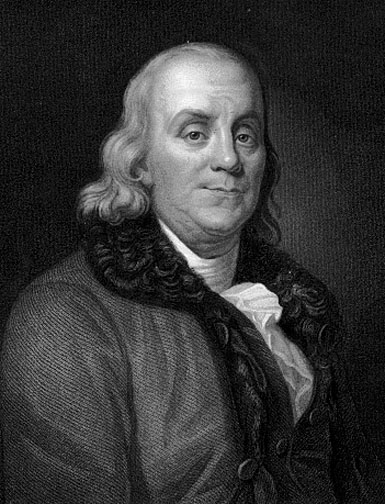
Benjamin Franklin.
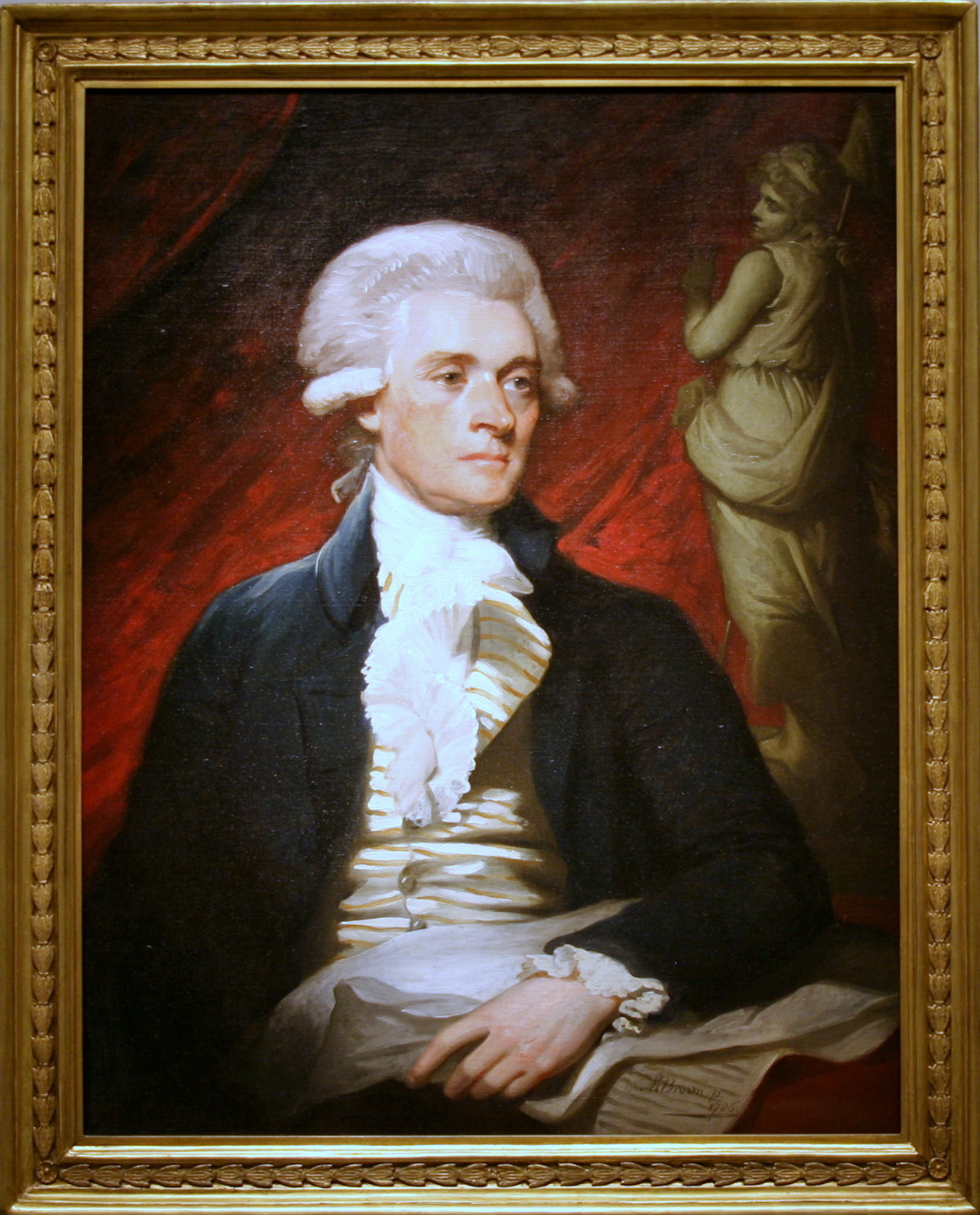
Thomas Jefferson.
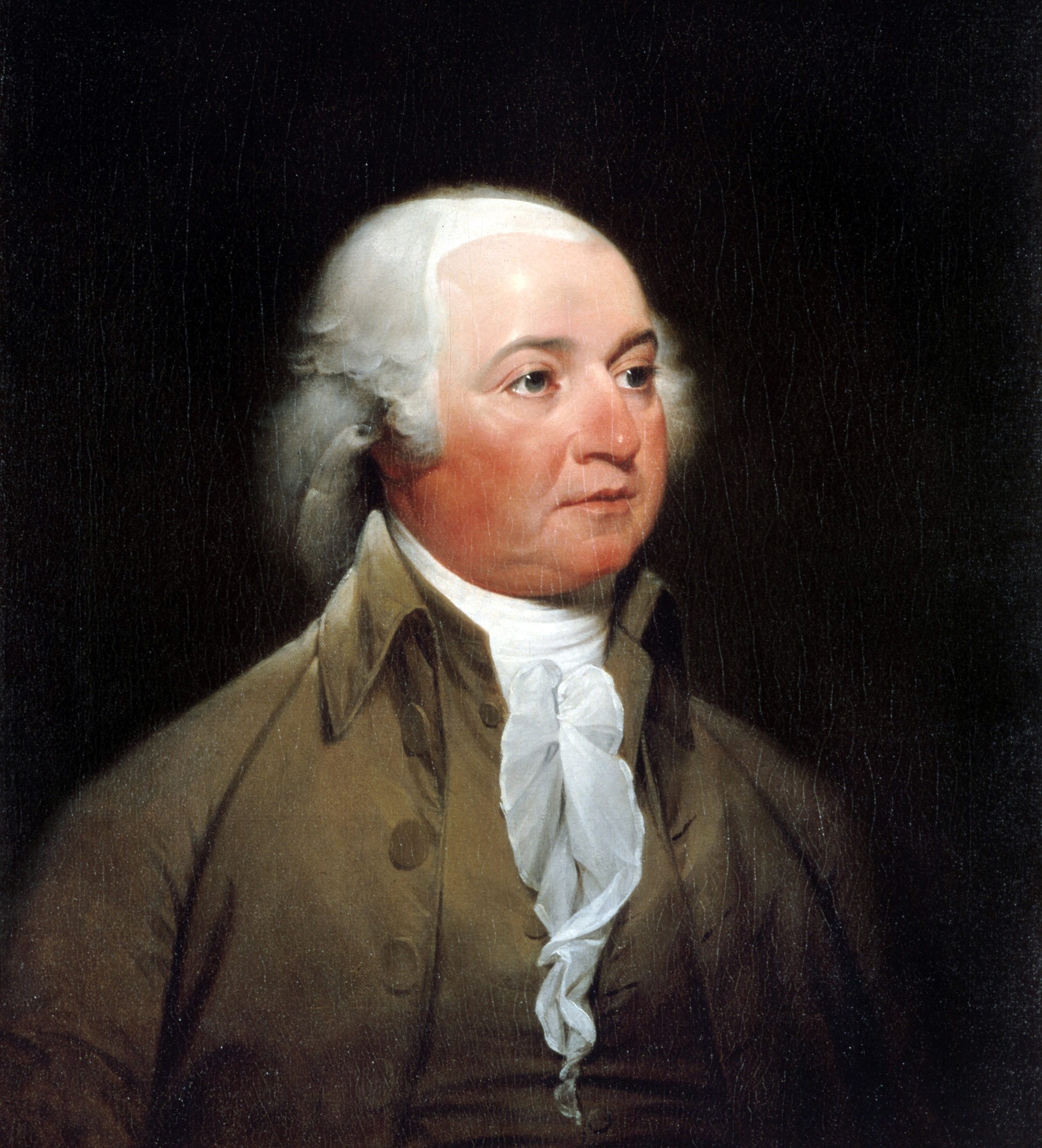
John Adams.
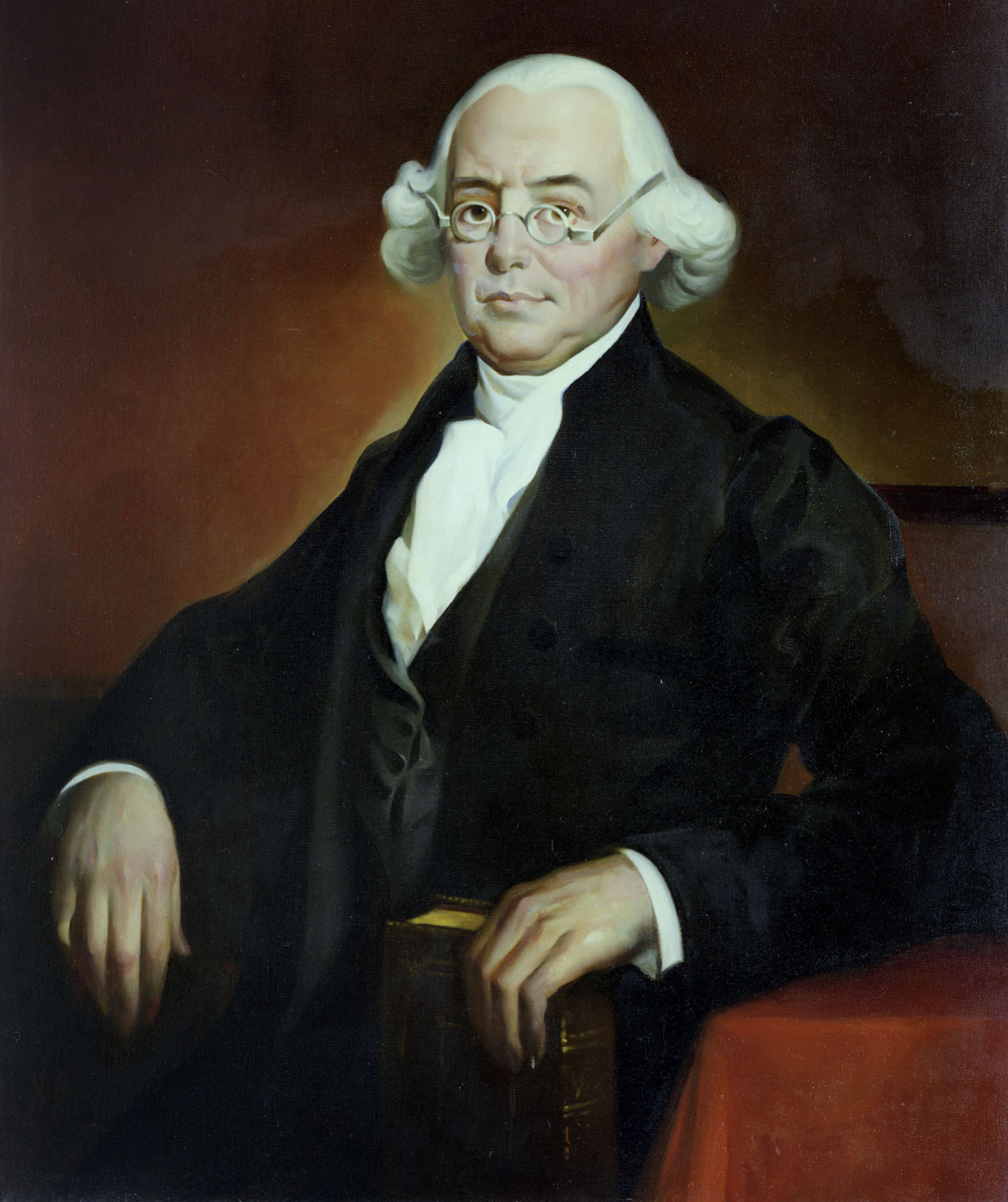
James Wilson.
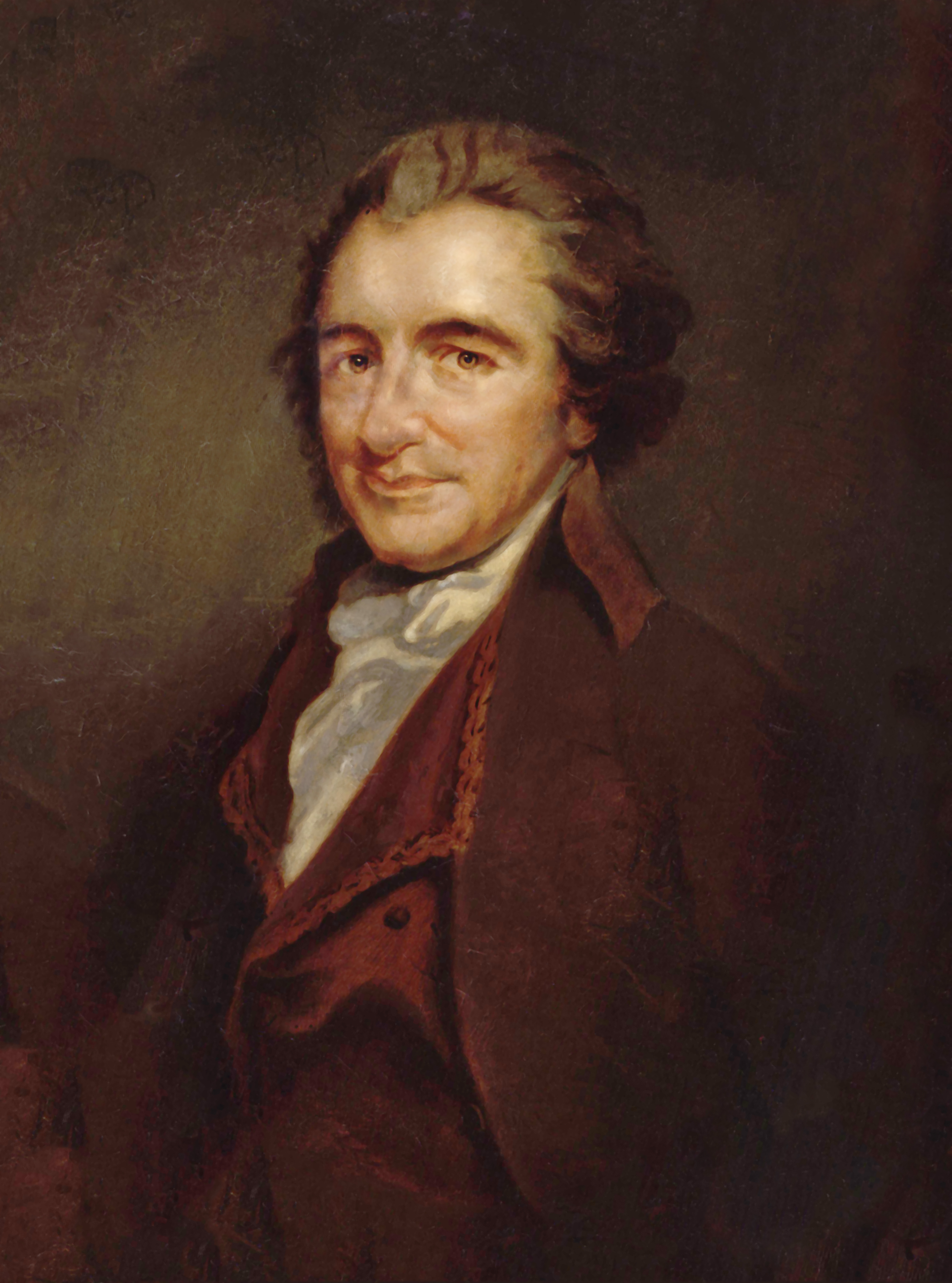
Thomas Paine.
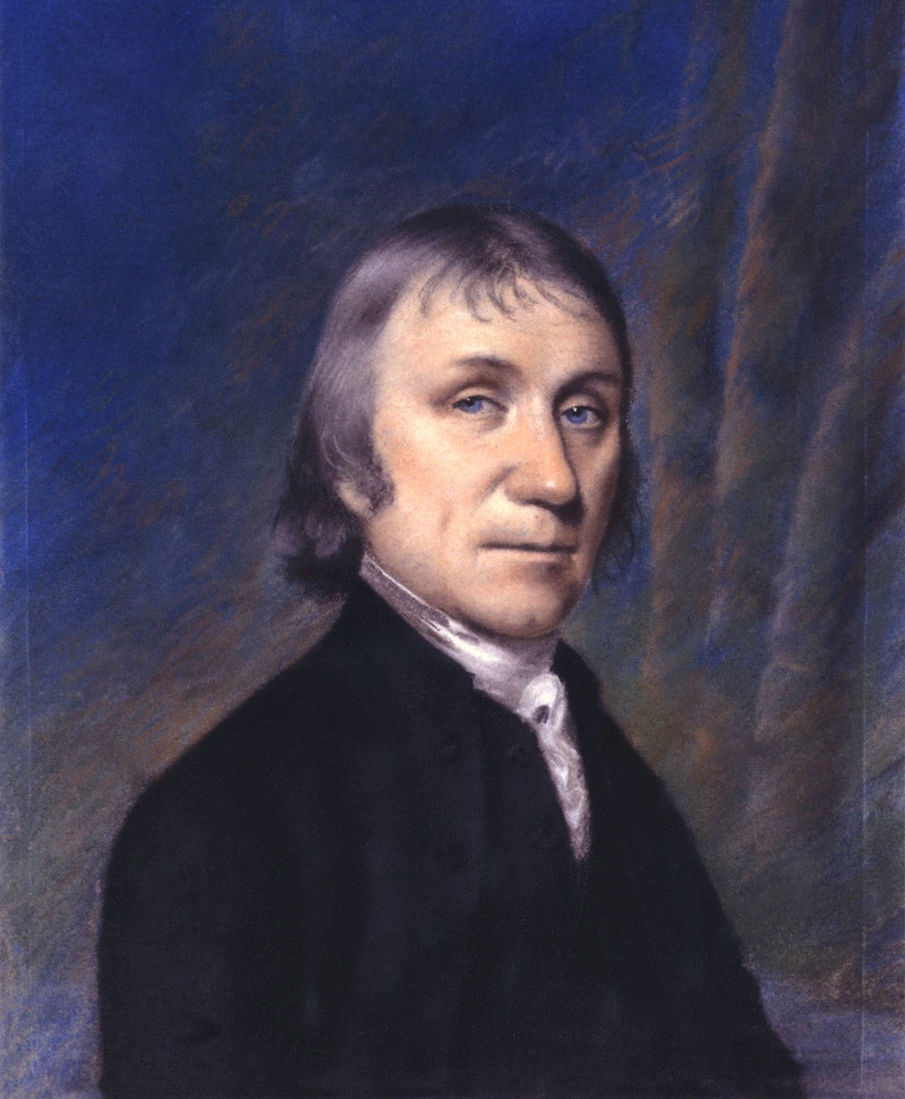
Joseph Priestley.

## Republicanismo o liberalismo: debate historiográfico
El republicanismo, que se convirtió en el componente principal de los valores políticos estadounidenses, derivaba también de las ideas del llamado Country party ("partido del país") inglés, opuesto al Court party ("partido de la corte") en el poder.
Desde los años 1960 se mantiene un debate historiográfico sobre el papel de la Ilustración en la "revolución americana". El consenso historiográfico anterior estaba en que el liberalismo clásico de Locke era el paradigma dominante, teniendo el republicanismo un papel secundario. J.G.A. Pocock (The Machiavellian Moment, 1975) sostiene que, al menos a comienzos del siglo XVIII, las ideas republicanas eran tan importantes como las liberales. Su punto de vista parece haber  alcanzado una amplia aceptación. Bernard Bailyn y Gordon Wood le habían precedido en esa idea, argumentando que los "padres fundadores" estaban más influenciados por el republicanismo que por el liberalismo. Isaac Kramnick (Universidad de Cornell), por el contrario, argumenta que el individualismo de Locke es el que más se acomoda a los valores "americanos".
Los líderes de la revolución buscaron en la historia guías o modelos de buen y mal gobierno, especialmente en el desarrollo de las ideas republicanas en la historia de Inglaterra. Pocock explica las fuentes intelectuales de los Estados Unidos.
La adopción por la sociedad estadounidense de estos valores republicanos hizo inevitable la revolución, al presentar a la metrópoli británica como corrupta y hostil, una amenaza a las libertades establecidas en el territorio americano.
Leopold von Ranke, en 1848, expone cómo el republicanismo americano jugó un papel crucial en el desarrollo del liberalismo europeo.

## "Vida, libertad y búsqueda de la felicidad"
El lema Life, liberty and the pursuit of happiness ("vida, libertad y búsqueda de la felicidad") presente en el texto de la Declaración de Independencia, fue redactado por Jefferson reformulando el texto de George Mason en la Declaración de Derechos de Virginia.
Muchos historiadores encuentran su origen en esta frase de  Locke: no one ought to harm another in his life, health, liberty, or possessions ("nadie debe dañar a otro en su vida, salud, libertad, o posesiones"). Otros sugieren que proviene en realidad de William Blackstone (Commentaries on the Laws of England). Otros encuentran la fuente en William Wollaston (The Religion of Nature Delineated, 1772), que hace la "más verdadera definición... de la religión natural [como] la búsqueda de la felicidad por la práctica de la razón y la verdad". Aunque Jefferson se declaró un epicúreo durante toda su vida.

## El problema religioso
Tanto la Ilustración moderada como la Ilustración radical o revolucionaria eran reacciones contra el autoritarismo, irracionalidad y oscurantismo de las iglesias establecidas (establishment). Voltaire y los philosophes concebían el cristianismo organizado como un instrumento tiránico y opresor que apuntalaba la monarquía absoluta (lo que posteriormente se denominó "alianza de trono y altar"), intelectualmente inverificable, refractario a la crítica, hostil al desarrollo de la razón, la ciencia y el progreso.
En la sociedad estadounidense era muy amplio el consenso en torno a la necesidad de mantener libertad religiosa y respetar las creencias minoritarias: la propia fundación de las colonias se debió a la emigración de disidentes religiosos, y los Estados Unidos se reconocían a sí mismos como un país donde gentes de cualquier fe pudieran vivir en paz y mutuo beneficio. James Madison expresó este ideal en 1792: Conscience is the most sacred of all property ("la conciencia es la más sagrada de todas las propiedades"). Muy diferente era la consideración de la ausencia de creencias religiosas y la no pertenencia a ninguna iglesia, situaciones comunes entre los ilustrados pero inaceptables para la mayor parte de la población. Las posturas religiosas de los ilustrados iban desde el ateísmo hasta el deísmo, pasando por el panteísmo y el indiferentismo religioso. Todas ellas pueden encontrarse en distintos grados y momentos, especialmente en Thomas Jefferson, que se debatió entre dudas de fe (La Vida y Moralejas de Jesús de Nazaret, conocida como Biblia de Jefferson) hasta encontrar una cómoda y tranquilizadora opción en las ideas religiosas de Joseph Prestley. Más extremo era el caso de Thomas Paine (The Age of Reason, 1794-1807, Common Sense, 1776), del que Jefferson procuró distanciarse en la campaña de las elecciones presidenciales de 1800.

## Arte y cultura
- Arquitectura en Estados Unidos#La visión de Thomas Jefferson: arquitectura, república y democracia

- Palladianismo#Palladianismo en los Estados Unidos

- Literatura de Estados Unidos#Inicios de la literatura estadounidense
- Pintura de los Estados Unidos#Siglos XVII y XVIII

- John Singleton Copley

- Música de los Estados Unidos

- William Billings